# Megacrania vickeri
Megacrania vickeri är en insektsart som beskrevs av Hsiung 2003. Megacrania vickeri ingår i släktet Megacrania och familjen Phasmatidae. Inga underarter finns listade i Catalogue of Life.